# Nisqually (tribu)
Los Nisqually son una tribu amerindia en el oeste del estado de Washington en Estados Unidos. La tribu vive en una reserva en el valle del Río Nisqually  cerca del delta del río.
El Nisqually es un subdialecto del dialecto Sureño del Loshootseed, que pertenece a la familia de idiomas salish. Los Nisqually se llamaban a sí mismos "Squalli-Absch", cuyo significado es "gente del país del pasto" en el idioma salish.
La tribu se trasladó a su reserva en el este de  Olympia, Washington a finales de 1854 con la firma del Tratado de Medicine Creek. Como reacción a la injusticia del tratado, muchos miembros de la tribu liderados por el Jefe Leschi se unieron y fueron eventualmente derrotados por el Ejército de los Estados Unidos en el conflicto conocido como la Guerra del Puget Sound en  1855-56.
Los Indios Nisqually habitaban originalmente el interior de los bosques y aguas de las costa desde el oeste de Mount Rainier  hasta el Puget Sound. El estilo de vida Nisqually, como el de muchas otras tribus de la Costa Noroeste, giraba en torno a la pesca del salmón. En 1917, el Condado de Pierce, a través del proceso de trámite de condena (expropiación), tomo 14 km¹ (3,370 acres) para la Reserva Militar del Fuerte Lewis.

## Más Historia
El pueblo Nisquallly ha vivido en la cuenca durante miles de años. Según una leyenda, los Squalli-absch (ancestros de la moderna Tribu India Nisqually), vinieron al norte desde la Gran Cuenca, cruzando la Cadena Montañosa Cascade y erigieron su primera aldea en una cuenca actualmente conocida como Skate Creek, justo a las afueras de los límites sureños de la Cuenca del río Nisqually. Más tarde, una mayor aldea sería asentada cerca del río Marshel.
Los Nisqually siempre han sido gente dedicada a la pesca. El salmón no ha sido el pilar principal de su dieta, sino también el fundamento de su cultura. La Tribu de los Nisqually es el principal administrador de los recursos de las piscifactorías del río Nisqually, y operan dos criaderos de peces: uno en Clear Creek y otro en Kalama Creek.
La Tribu Nisqually está situada en el río Nisqually en el rural Condado de Thurston, a 15 millas de Olympia, Washington. En el año 2005, la Tribu tenía un población del área de servicio de 5.719 Americanos Nativos, 600 de los cuales residen en la reserva. Una población adicional de 5.119 de miembros del servicio viven en la fuera de la reserva en los condados de thurston y Pierce. Las propiedades tribales de tierras, en y cerca de la reserva Nisqually, exceden los 4 km²  (más de 1000 acres) — todos los cuales han sido readquiridos en los pasados 25 años.
La reserva original fue establecida por el Tratado de Medicine Creek el 26 de diciembre de 1854. La reserva consistía en 5,2 km² (1280 acres) en el Puget Sound. El 20 de enero de 1856, una orden ejecutiva la amplió a 19,1 km² (4.717 acres) a ambos lados del río Nisqually.
El 30 de septiembre, 7,6 km² (1884 acres) fueron separados y divididos en 30 parcelas familiares en ambos lados del río Nisqually. La parcelación no incluía al río. La gente vivió en paz mientras que recogían pescado del río y hacían crecer patatas en las extensiones de las llanuras.
También recibieron algunas raciones del gobierno. En el invierno de 1917 el Ejército de Estados Unidos se trasladó a tierras Nisqually y les ordenó salir de sus casas sin previo aviso. Más tarde, el ejército expropió 13.57 km² (3.353 acres) de sus tierras para expandir la base del Fuerte Lewis.

## Gobierno
El 9 de septiembre de 1946, la constitución y los reglamentos de la tribu fueron aprobados. La constitución fue enmendada en 1994. El cuerpo de gobierno de la Tribu es el Concilio General compuesto por todos los miembros enrolados de 18 años o mayores. El negocio del día a día y los asuntos económicos de la Tribu son supervisados por un concilio tribal compuesto por siete miembros tribales elegidos por los miembros de la tribu.
Una de las tres Escuelas Públicas del norte de Thuston para la enseñanza media está nombrada en honor a la tribu.